# Bebryce harpy
Bebryce harpy är en korallart som beskrevs av Manfred Grasshoff 1999. Bebryce harpy ingår i släktet Bebryce och familjen Plexauridae. Inga underarter finns listade i Catalogue of Life.